# Photocrossing
Il photocrossing si può assimilare al bookcrossing, ma vien fatto con le fotografie.
Si può pensare come un messaggio in bottiglia, dove il ricordo di un momento viene affidato al caso e quindi ceduto ad altre persone.
Oppure è come un flickr analogico.
Il fine del photocrossing è puramente poetico.
Il fenomeno è recente e si sta sviluppando.
In realtà il fenomeno originariamente prende corpo dal PhotoTag, dove ad essere "rilasciata nell'ambiente" era una intera fotocamera usa e getta, poi tracciata in maniera precisa in rete.
Il Photo tag fu il principale fenomeno ispiratore di quello che diventerà il BookCrossing in senso stretto.
Il progetto Cameo di Kevin Fox, forse il primo ispiratore moderno di tutti questi fenomeni (13 novembre 1998), PhotoTag e PhotoCrossing sono spesso confusi e identificati l'uno per l'altro. Il termine Photocrossing, genericamente può raggrupparli tutti.

## Rilasciare una foto
Si prende una foto e la si lascia in giro con attaccato un biglietto con cui si chiede a chi la trova di tenerla e di fare la stessa cosa con una o più delle proprie.

## Meetup
Periodicamente vengono organizzati dei meetup locali dove le persone
si incontrano e portano le fotografie che hanno trovato e, magari, ritrovano
quelle che hanno lasciato.